# Zentralsterilisation
Zentralsterilisation (Eigenschreibweise: ZENTRALSTERILISATION, auch: ZENTRALSTERILIZATION in der internationalen Sprachversion) ist eine deutsch- und englischsprachige internationale Fachzeitschrift für Sterilgutaufbereitung. Sie erscheint seit 1993 zweimonatlich und wird vom mhp Verlag in Wiesbaden herausgegeben.
Sie richtet sich unter anderem an Mitarbeiter in der Aufbereitung von Medizinprodukten, Hygienefachkräfte, Pflegedienste und auch für diese Bereiche verantwortliche Führungskräfte. Als „erste und einzige internationale Fachzeitschrift für die Sterilgutaufbereitung“ erscheint sie sowohl in deutscher, als auch englischer Sprache. Themenschwerpunkte sind die Standardisierung von maschinellen Reinigungs,- Desinfektions- und Sterilisationsverfahren, Praxisberichte, Empfehlungen der Fachgesellschaften, sowie aktuelle Thematiken aus der Branche.
Zentralsterilisation ist offizielles Organ der Deutschen Gesellschaft für Sterilgutversorgung.